# Tolgay Arslan
Tolgay Arslan (ur. 16 sierpnia 1990 w Paderborn) – niemiecki piłkarz tureckiego pochodzenia, grający na pozycji ofensywnego pomocnika. Od 2019 roku zawodnik Fenerbahçe SK.

## Kariera
Arslan jest wychowankiem klubu ze swojego rodzinnego miasta, SC Grün-Weiß. W 2003 roku został piłkarzem juniorskiej drużyny Borussii Dortmund. W 2009 roku odszedł do Hamburger SV. W rozgrywkach Bundesligi zadebiutował 17 października 2009 w spotkaniu przeciwko Bayerowi 04 Leverkusen (0:0). W 39. minucie tego meczu zmuszony był opuścić boisko z powodu kontuzji. Zastąpił go Tunay Torun.
W sezonie 2010/2011 przebywał na wypożyczeniu w drugoligowej Alemannii Akwizgran. W 31 meczach zdobył 6 goli.
W 2015 roku przeszedł do tureckiego Beşiktaşu JK. W sezonie 2015/2016 zdobył z nim mistrzostwo Turcji.